# عليان القحطاني
عليان القحطاني واسمه الكامل عليان سلطان القحطاني (مواليد 23 أغسطس 1971) هو عداء سعودي مختص في ركض المسافات الطويلة. شارك في سباق 10000 متر رجال في الألعاب الأولمبية الصيفية 1996.

## إنجازات
فاز عليان القحطاني بالميدالية الذهبية في سباق 10000 متر في بطولة آسيا لألعاب القوى سنة 1993 في عاصمة مانيلا عاصمة الفلبين بعد تحقيقه لزمن 29 دقيقة، 48 ثانية و5 أجزاء من الثواني. وفاز بالميدالية البرونزية في سباق 10000 متر في الألعاب الآسيوية في مدينة هيروشيما اليابانية بعد تحقيقه لزمن 28 دقيقة، 41 ثانية و18 جزءا من الثانية.
| التاريخ | المنافسة         | المكان   | النتيجة | السباق    | الأداء   |
| ------- | ---------------- | -------- | ------- | --------- | -------- |
| 1993    | بطولة آسيا       | مانيلا   | الأول   | 10000 متر | 29:48.05 |
| 1994    | الألعاب الآسيوية | هيروشيما | الثالث  | 10000 متر | 28:41.18 |

## أرقام قياسية
حطم عليان القحطاني رقمه القياسي في مدينة Maia يوم 19 يوليوز 1995 في سباق 10000 متر، وسجل حينها توقيت 55 دقيقة، 4 ثواني و55 جزءا من الثانية.
| السباق    | الأداء               | المكان | التاريخ        |
| --------- | -------------------- | ------ | -------------- |
| 10000 متر | 28:04.55 28 د 4 ث 55 | Maia   | 19 يوليوز 1995 |

## وصلات خارجية
عليان القحطاني على موقع الاتحاد الدولي لألعاب القوى (الإنجليزية)
- عليان القحطاني على موقع أوليمبيديا (الإنجليزية)